# Lateralisatie
De lateralisatie is de fase in de neuro-motorische ontwikkeling waarbij de linker- of rechter-hersenhelft zijn dominantie of specialisatie krijgt.

## Motoriek
Vóór de leeftijd van ongeveer zes jaar hanteert het kind beide handen en voeten doorgaans evenwaardig. De bewegingen zijn elkaars spiegelbeeld. Het kind heeft nog geen besef van links en rechts. Vanaf zes jaar treedt de lateralisatie in: er ontwikkelt zich samenwerking tussen beide handen met een zekere "taakverdeling"; de ene hand voert uit, de andere assisteert. De voorkeurhand/-voet gaat steeds meer de handeling uitvoeren. Na de lateralisatiefase is de rechter- of linkerdominantie duidelijk. Hierdoor wordt dus rechtshandigheid of linkshandigheid bepaald. Naar schatting is zo'n 85 tot 90 procent van de mensen rechtshandig. In zeldzame gevallen komt er dubbelhandigheid voor. Dubbelhandige mensen hebben gelijke vaardigheid van beide handen.

## Taal
Lateralisatie kan ook betrekking hebben  op specialisatie van de hersenhelften in specifieke cognitieve taken. Het duidelijkst voorbeeld van een dergelijke specialisatie is taal, die bij de meeste rechtshandigen  door de linkerhersenhelft wordt aangestuurd. Het uiteindelijk patroon van verschillen tussen linker- en rechterhersenhelft dat op volwassen leeftijd wordt bereikt, wordt ook wel lateraliteit genoemd. Ook  de rechterhersenhelft kent een zekere mate van specialisatie: deze lijkt bijvoorbeeld meer verbonden met functies als het herkennen van gezichten en muzikaliteit. 
Het tijdstip en de duidelijkheid van de lateralisatie verschillen van persoon tot persoon. Een verlate lateralisatie kan leerproblemen meebrengen, gezien het aanvoelen en begrijpen van de begrippen links en rechts belangrijk zijn in het aanvankelijk lees-, schrijf- en rekenproces. Sommige mensen evolueren niet naar een duidelijke dominantie en blijven ambidexter. 